# فلادونگ
شهر فلادونگ در ایالت بایرن در کشور آلمان واقع شده است.